# Mord in Eberswalde
Mord in Eberswalde ist ein deutscher Kriminalfilm des Regisseurs Stephan Wagner und des Autors Holger Karsten Schmidt. Die erzählte Geschichte ist an den realen Fall des Kindermörders Erwin Hagedorn angelehnt. Der Fernsehfilm wurde für den WDR produziert und 2013 im Ersten ausgestrahlt. In den Hauptrollen agieren neben Ronald Zehrfeld Ulrike C. Tscharre, Florian Panzner, Godehard Giese und Martin Brambach.

## Handlung
Zwei neunjährige Jungen werden 1969 in Eberswalde (Bezirk Frankfurt (Oder)) ermordet. Unter der Leitung des Kommissars Heinz Gödicke von der Kriminalpolizei und Stefan Witt, Major des Ministeriums für Staatssicherheit, wird die Morduntersuchungskommission (MUK) eingerichtet. Großräumig werden alle Verwandten und Bekannten der Opfer befragt, was jedoch keine Anhaltspunkte bringt, auf die Spur des Täters zu kommen. Die Tatsache, dass beide Leichen eine Vielzahl von kleinen Messereinstichen aufwiesen, die aber nicht tödlich waren, bringen Gödicke dazu, einen sadistisch veranlagten und psychisch kranken Menschen zu vermuten. Der Fall des Kindermörders Jürgen Bartsch, der kurz zuvor in der BRD durch die Medien in die Öffentlichkeit gelangte, gibt dabei seiner Vermutung Nahrung. Doch die Staatssicherheit in Person von Witt lässt diesen Gedanken nicht weiter zu, denn so etwas könne und dürfe es in der Deutschen Demokratischen Republik nicht geben. Zusätzliche Spannung zwischen dem Ermittlerduo kommt auf, als das heimliche Verhältnis zwischen Witts Lebensgefährtin, der Grundschullehrerin Carla Böhm, und Gödicke ans Licht kommt. Der linientreue Witt verkündet die Auflösung der MUK und lässt den Fall als ungeklärt zu den Akten legen.
Gödicke, der einem der Väter der Opfer das Versprechen gab, den Mörder seines Kindes zu finden, ermittelt monatelang weiter. Aber er kann einen dritten Kindermord nicht verhindern. Wieder erscheint der inzwischen zum Oberst beförderte Witt, der sich von Gödicke nun anhören muss, er habe dieses Kind auf dem Gewissen.
Gödicke geht in die Offensive und befragt die Kinder in der Eberswalder Schule. Von einem Jungen erhält er einen Hinweis auf einen jungen Mann um die zwanzig Jahre. Der Kommissar vergleicht die Liste von Tierquälern, die im Zuge der Ermittlungen bereits 1969 erstellt, aber nie ausgewertet wurde, mit der Liste der Personen, die bei der Beisetzung 1969 anwesend waren. Dabei stößt er auf Erwin Hagedorn, Jahrgang 1949. Der arbeitet in der Eberswalder Mitropagaststätte am Bahnhof, was den Ermittlern die laut Untersuchung professionelle Verwendung eines Messers als Mordwerkzeug erklärt. Als Gödicke und sein Kollege Georg Thom von der Volkspolizei den Verdächtigen aufsuchen, gesteht dieser: „Ich bin der, den Sie suchen.“
Da Hagedorn alle drei Morde gesteht und auch nach der Nachstellung des Tatablaufs kein Zweifel an seiner Schuld besteht, wird er zum Tode verurteilt. Gödicke versucht zwar, sich für ihn einzusetzen, da er ihn für psychisch krank und somit für schuldunfähig hält, doch findet er beim Richter kein Gehör. Nachdem auch ein Gnadengesuch vom damaligen Staatsratsvorsitzenden der DDR, Walter Ulbricht, abgelehnt wurde, erfolgt Hagedorns Hinrichtung am 15. September 1972 in der Strafvollzugseinrichtung Leipzig durch einen unerwarteten Nahschuss mit der Pistole in den Hinterkopf.

## Produktion und Hintergrund
Der Film wurde nicht am Originalschauplatz gedreht, sondern u. a. in Bautzen, Löbau und Zittau in der Oberlausitz.
Die Morde des Sexualstraftäters Erwin Hagedorn waren bereits die Vorlage für den Kriminalfilm Polizeiruf 110: Im Alter von …, der 1974 gedreht und noch vor der Fertigstellung von den DDR-Behörden verboten wurde. Die ursprünglich für den 23. Februar 1975 vorgesehene Erstausstrahlung fand erst am 23. Juni 2011 in einer neu synchronisierten Fassung statt.

## Rezeption

### Kritiken
„Schwer zu sagen, was am Ende mehr verstört: Jener bizarre Film im Film oder die danach gezeigte Exekution Hagedorns durch einen ‚unerwarteten Nahschuss‘ in den Hinterkopf. Alles andere als ein verstörender Schluss wäre aber auch unangemessen für diese fein austarierte Zeit-, Kriminal- und Gesellschaftsstudie.“

„Die bis hin zu Tscharres Achselhaaren detailgetreue Rekonstruktion des alltäglichen Sozialismus (Produktionsdesign: Zazie Knepper) geschieht beiläufig und drängt sich nie in den Vordergrund, der Film lebt vor allem von der überzeugenden Zeichnung der Figuren, der treffenden Besetzung auch der Nebenrollen (allen voran Martin Brambach als Gödickes Partner) sowie den verblüffend authentisch wirkenden Komparsen.“

„Spannendes (Fernseh-)Kriminaldrama nach einem authentischen Fall, der Ende der 1960er-Jahre die DDR erschütterte. […] Der Film fängt viel Zeitkolorit ein und thematisiert hellsichtig die Ideologie der DDR.“

### Einschaltquote
Die Erstausstrahlung von Mord in Eberswalde am 30. Januar 2013 wurde in Deutschland von 5,23 Millionen Zuschauern gesehen und erreichte einen Marktanteil von 15,7 % für Das Erste.

### Auszeichnungen
- Fernsehfilmfestival Baden-Baden 2013: Darstellerpreis an Ronald Zehrfeld
- Auszeichnung der Deutschen Akademie für Fernsehen 2013 für die Bildgestaltung an Thomas Benesch und für die Musik an Irmin Schmidt
- Deutscher Fernsehkrimipreis 2013: Hauptpreis
- Grimme-Preis 2014 in der Kategorie „Fiktion“ an Holger Karsten Schmidt (Buch), Stephan Wagner (Regie), Zazie Knepper (Szenenbild) sowie Ronald Zehrfeld und Florian Panzner (Darstellung)[1]